# 多賀神社 (宮城県名取郡)
多賀神社（たがじんじゃ）は、宮城県旧名取郡にある神社である。
陸奥国延喜式式内社百座のうち名取郡にある二座のうちの一座「多加神社」であり、現在仙台市太白区富沢と名取市高柳に鎮座する二社が論社とされている。

## 多賀神社（仙台市太白区富沢）

### 祭神
- 伊弉諾尊を主祭神として祀る。
- その他に、大野田地区の春日神社（祭神：天児屋命）と寶龍神社（祭神：高龗神）を合祀している。

### 由緒
多賀神社の鎮座する地域には富沢遺跡・大野田遺跡などの縄文時代の遺跡や大野田古墳群、郡山遺跡があるなど、歴史的にも重要な地域であった。
多賀神社は仙台市内で一番古い神社であり、社伝によれば、景行天皇40年（110年）に日本武尊が東夷征伐の時に勧請したという。第21代雄略天皇2年（458年）には圭田58束を賜り神礼祭式を行ったと伝わる。往古は「大鷹宮」と呼ばれていたという。
境内由緒書によると、多賀神社はこの地方の守護神として領主や武将から篤く崇敬されたという。第70代後冷泉天皇の御代には、鎮守府将軍である源義家が東征の折に名取川を渡り当社に参拝し、武運長久を祈願し自筆の物を奉納したという。
享保年間に建ててあった仮宮が大破。その後も歴代仙台藩主から崇敬されたが、伊達重村の寄進を受け、安永4年（1775年）に社殿の普請が行われた。角田城主であった石川宗光からも「多賀神社伊弉諾尊」の神号献上を受け、奥方の代参や侍女の参詣で神社も賑わったと伝わる。
明治5年4月に村社に指定、同42年には大野田地区の春日神社と東大野田地区の寶龍神社を合祀し、大正8年の8月には幣帛供進社に指定された。

### 境内
- 社殿（拝殿・幣殿・春日造の本殿）
- その他に、石碑や石祠、箍納め所、御神木の柏の木、神楽殿、社務所がある。

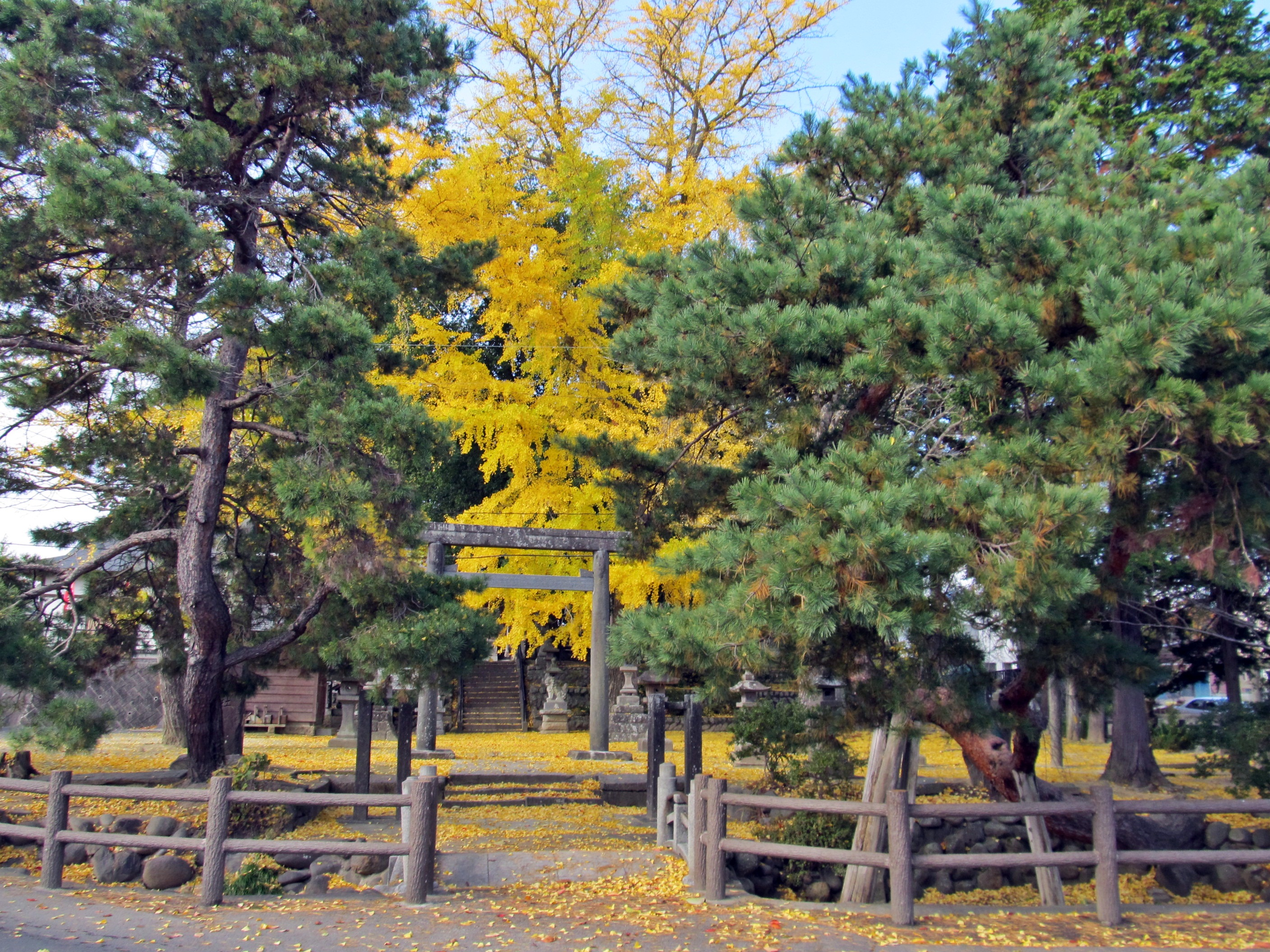
多賀神社第一鳥居
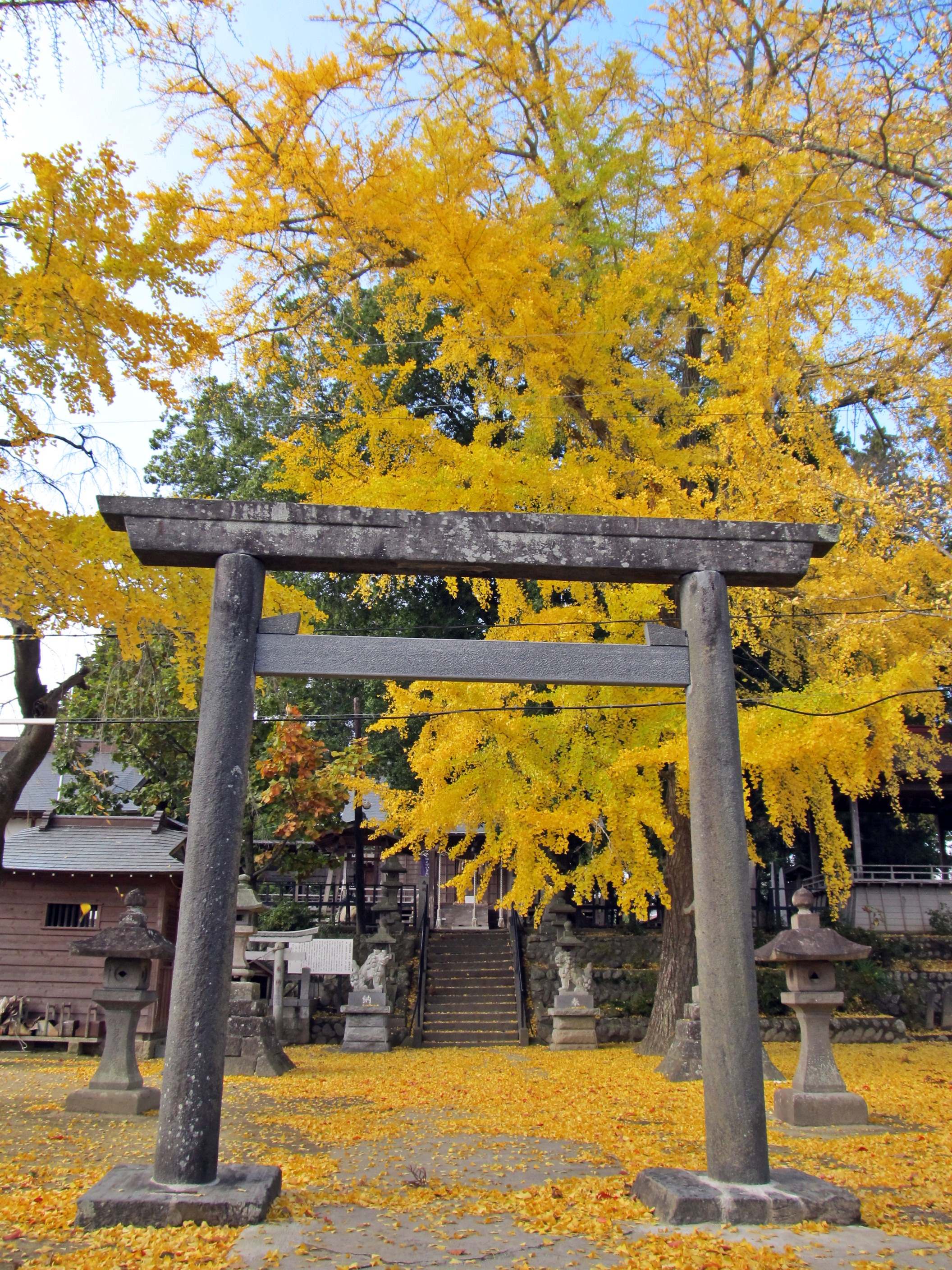
多賀神社第二鳥居
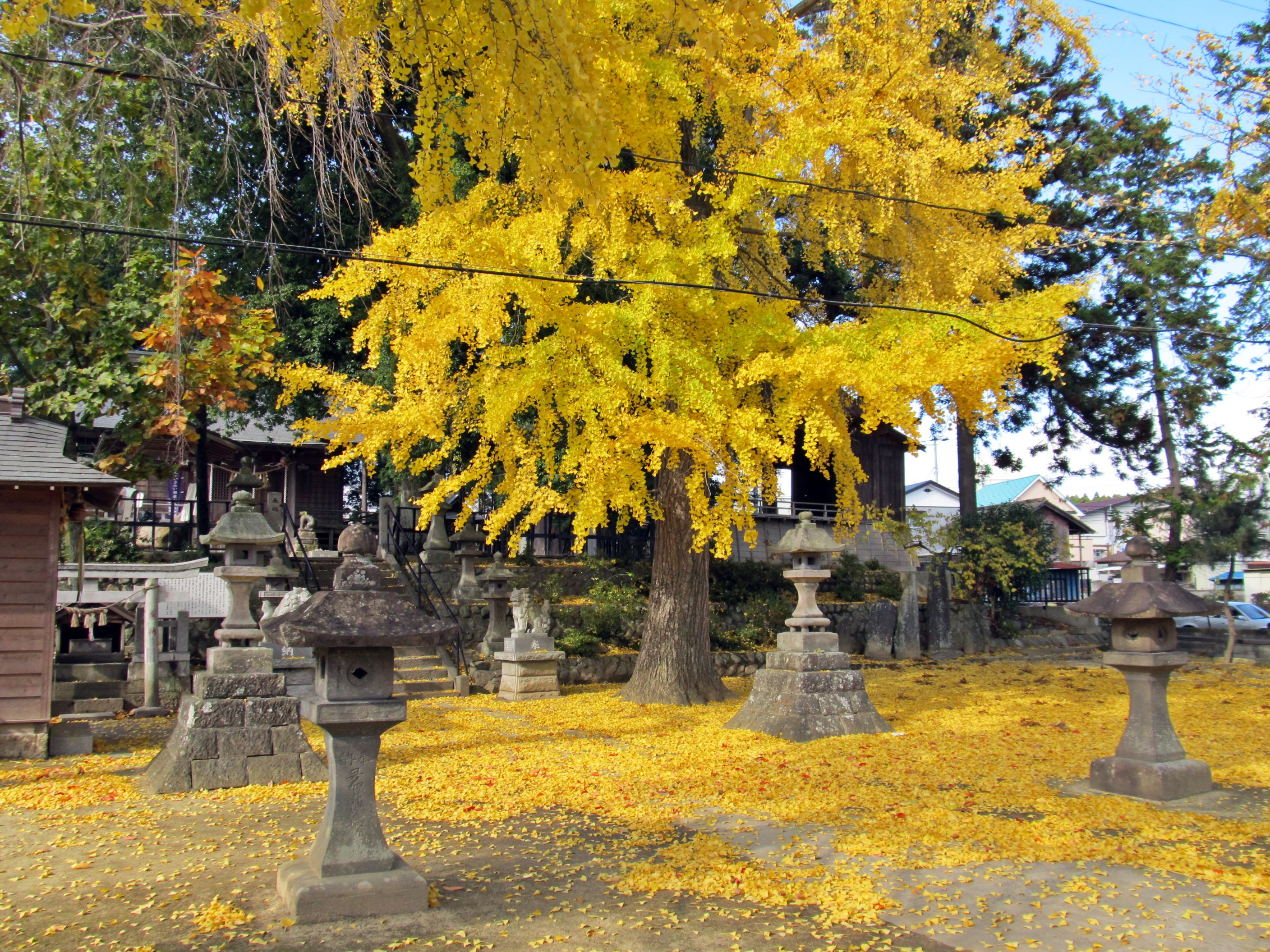
秋の境内
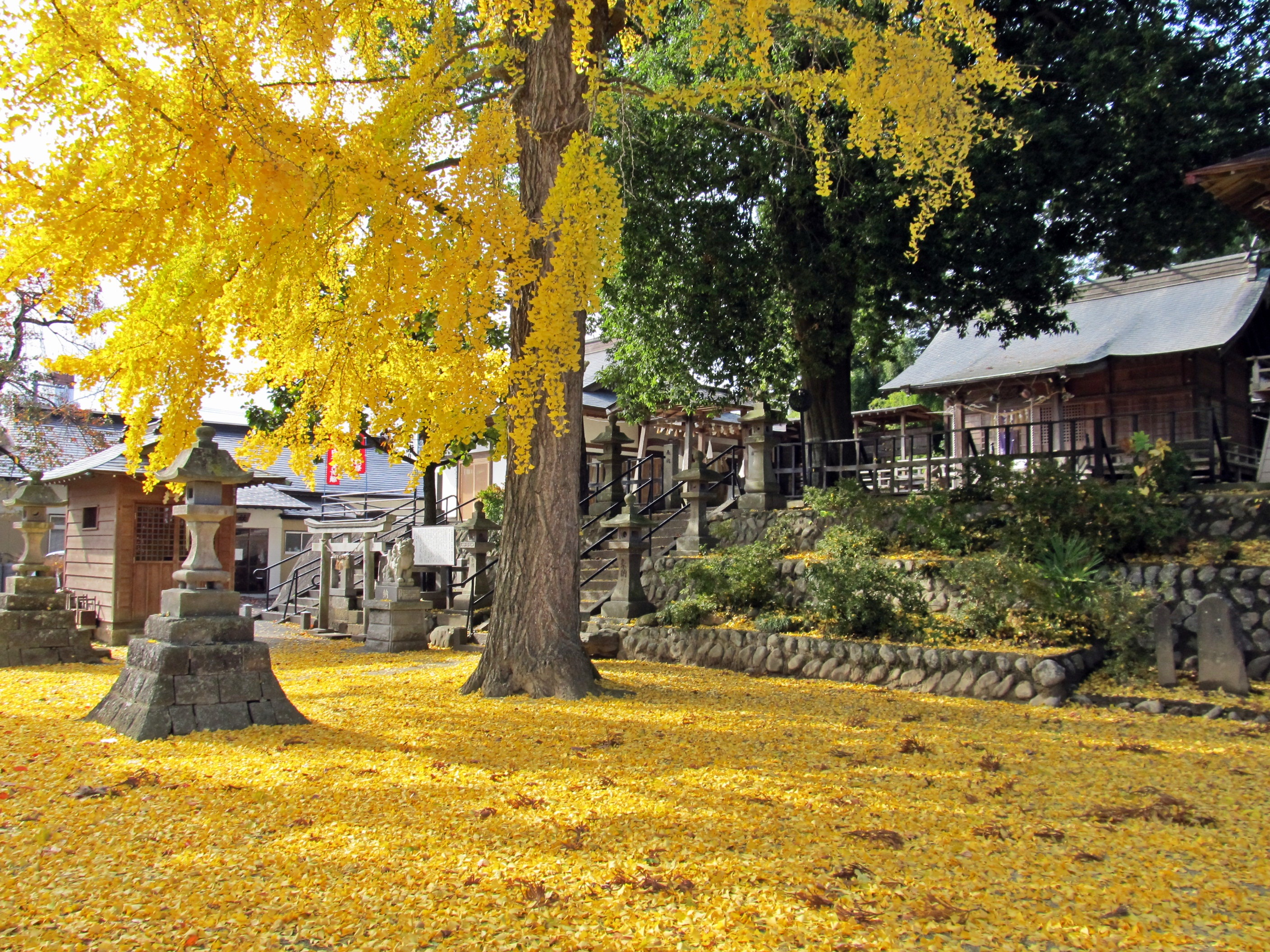
秋の境内
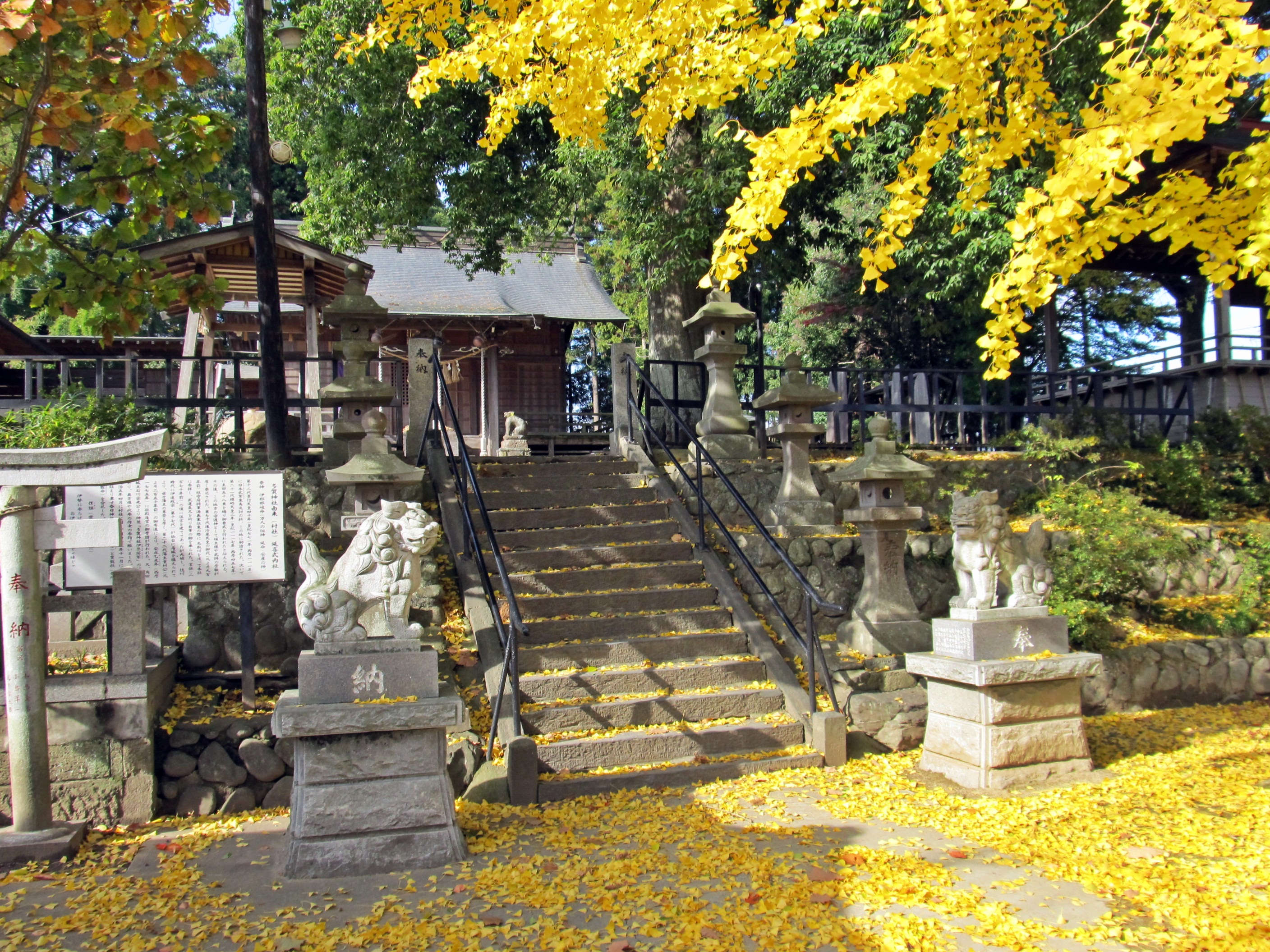
秋の境内
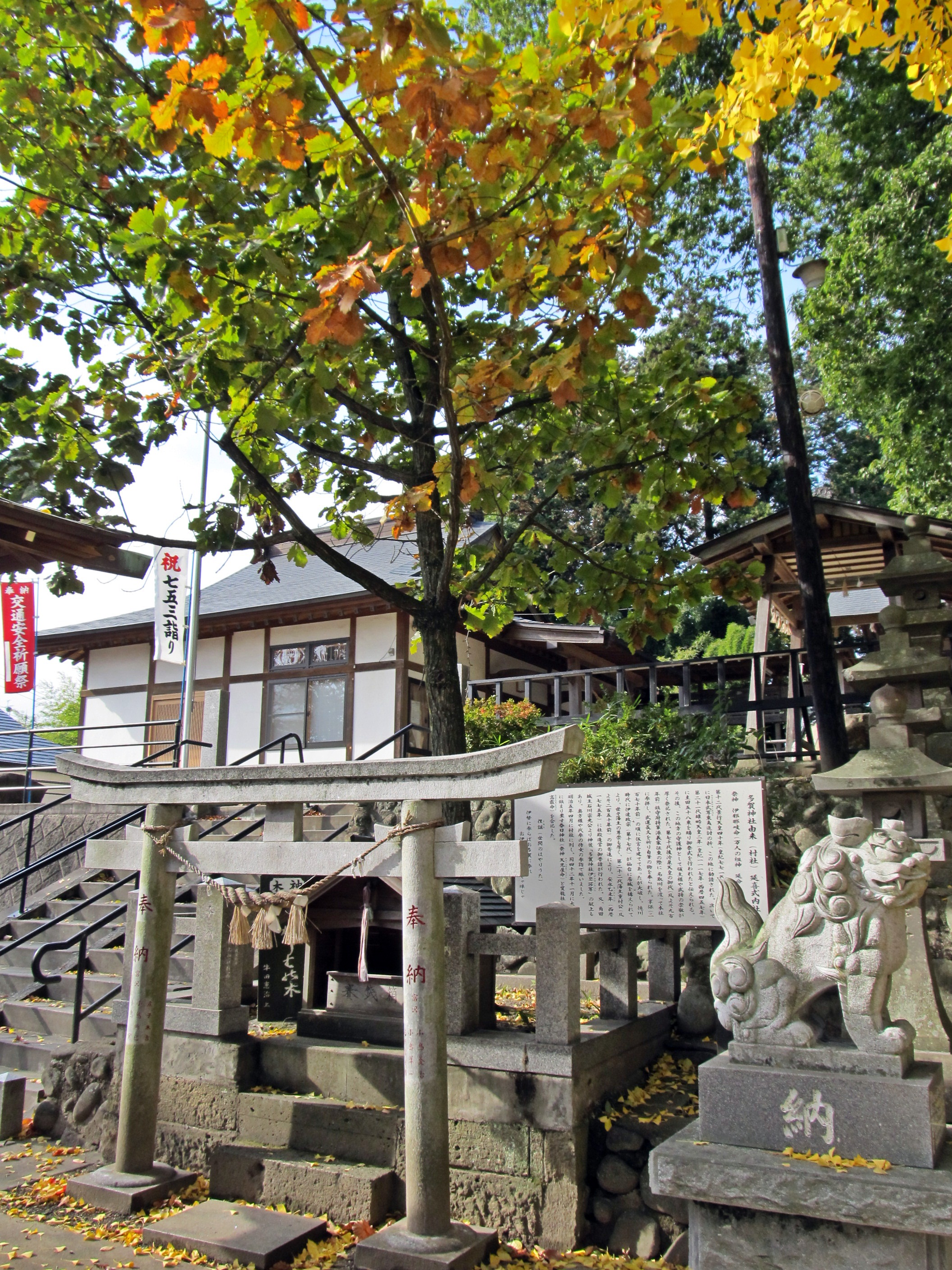
多賀神社の御神木「柏の木」
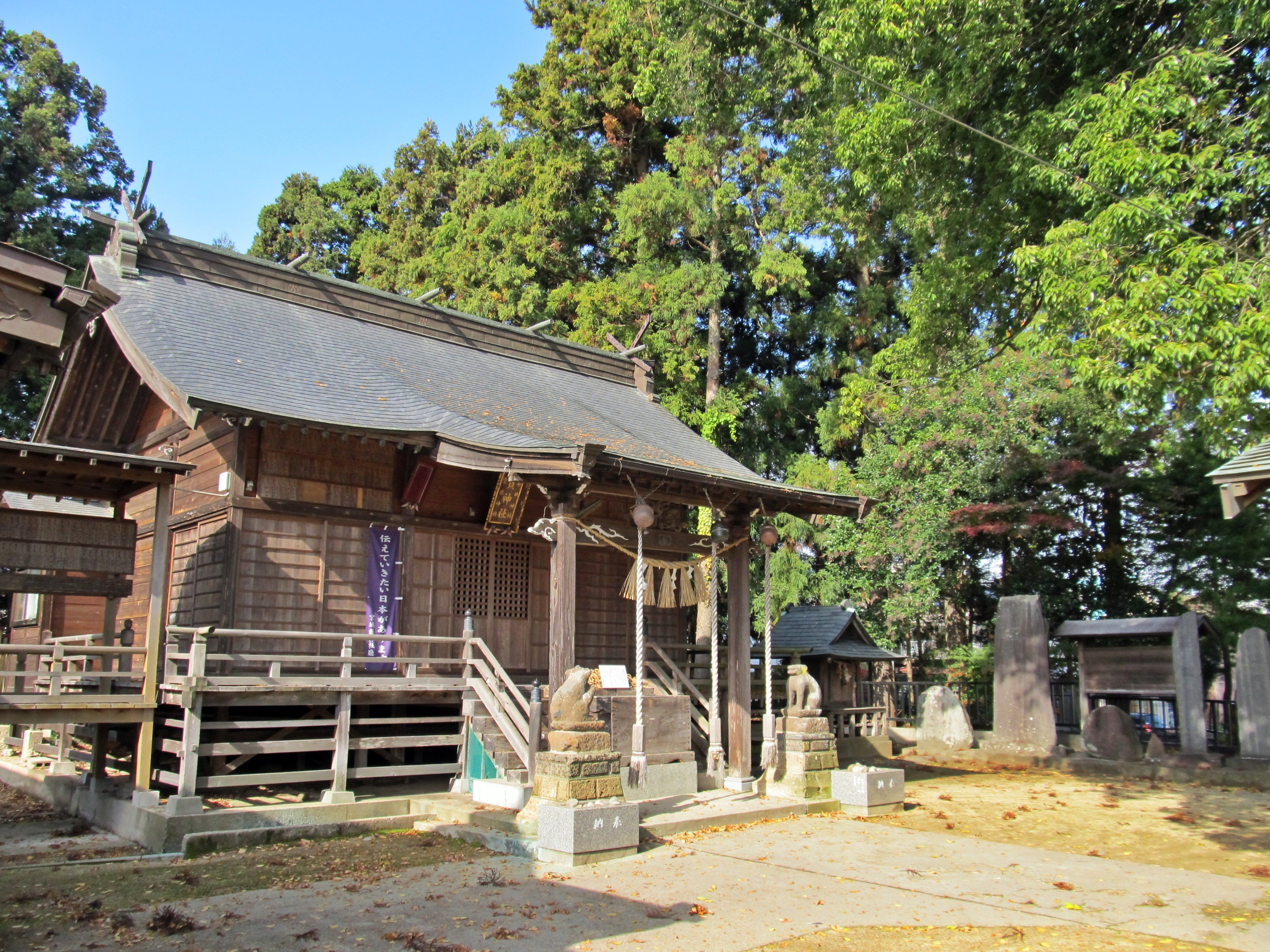
多賀神社拝殿前
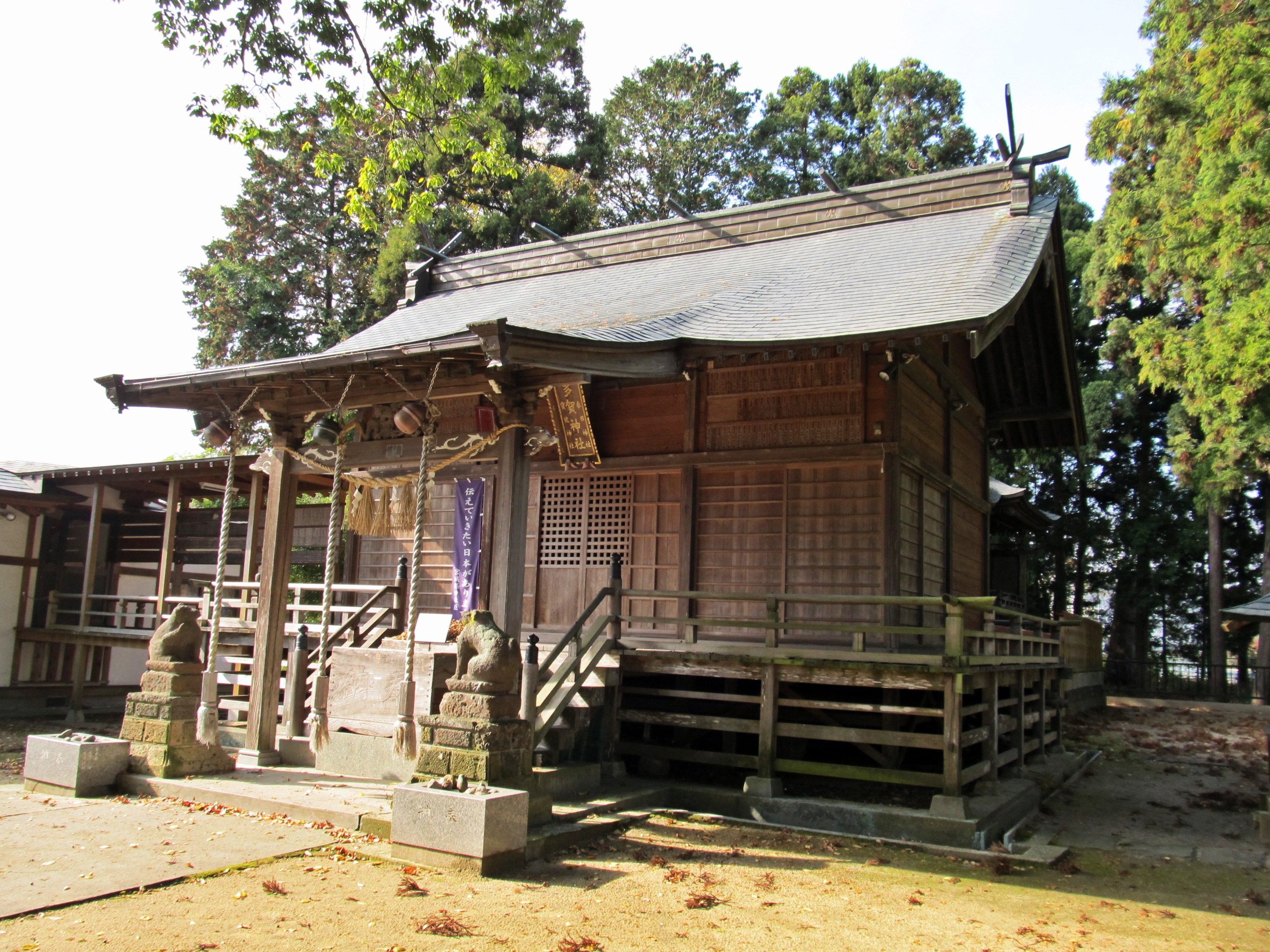
多賀神社拝殿
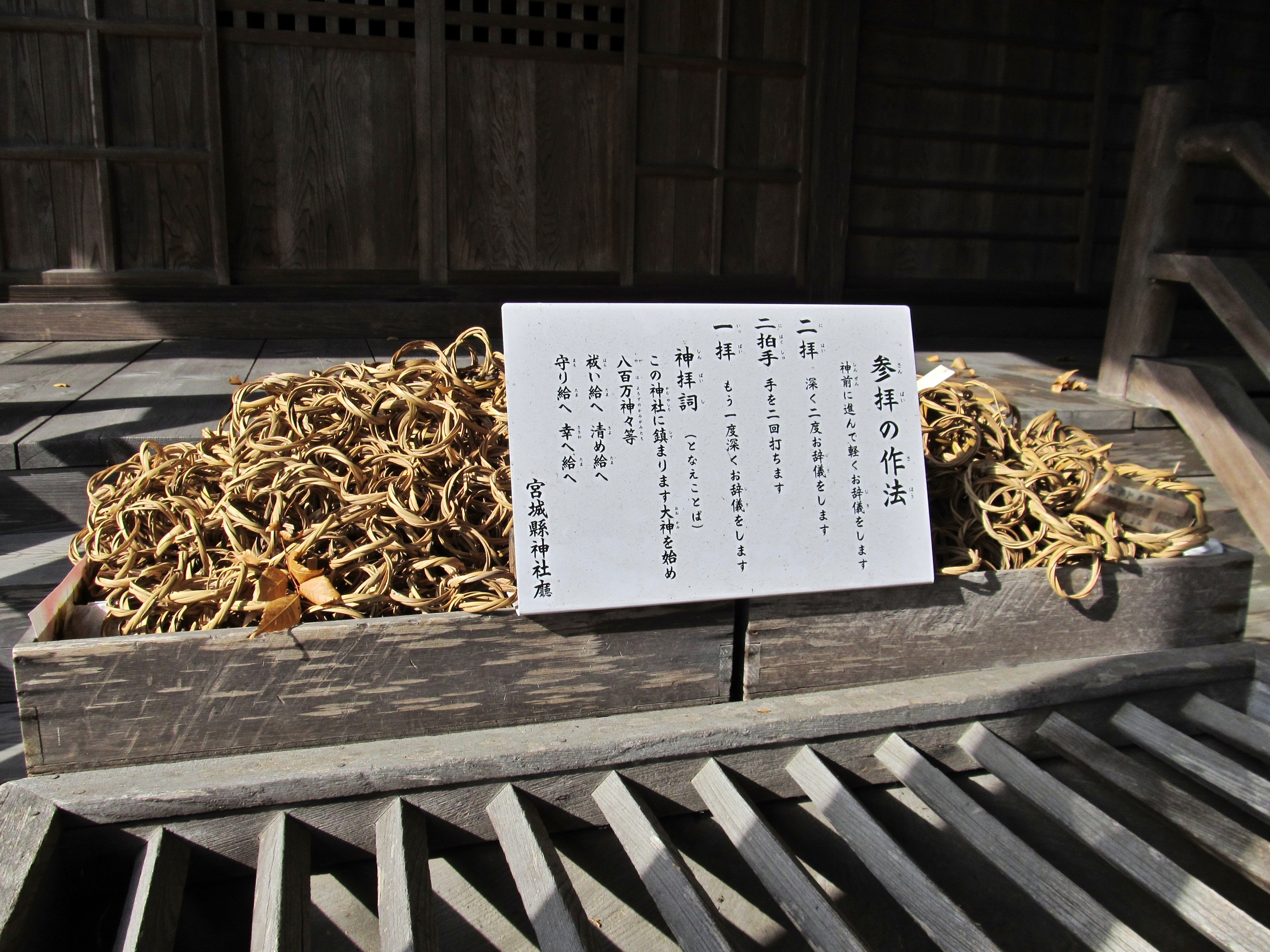
神前に奉納されている箍（たが）
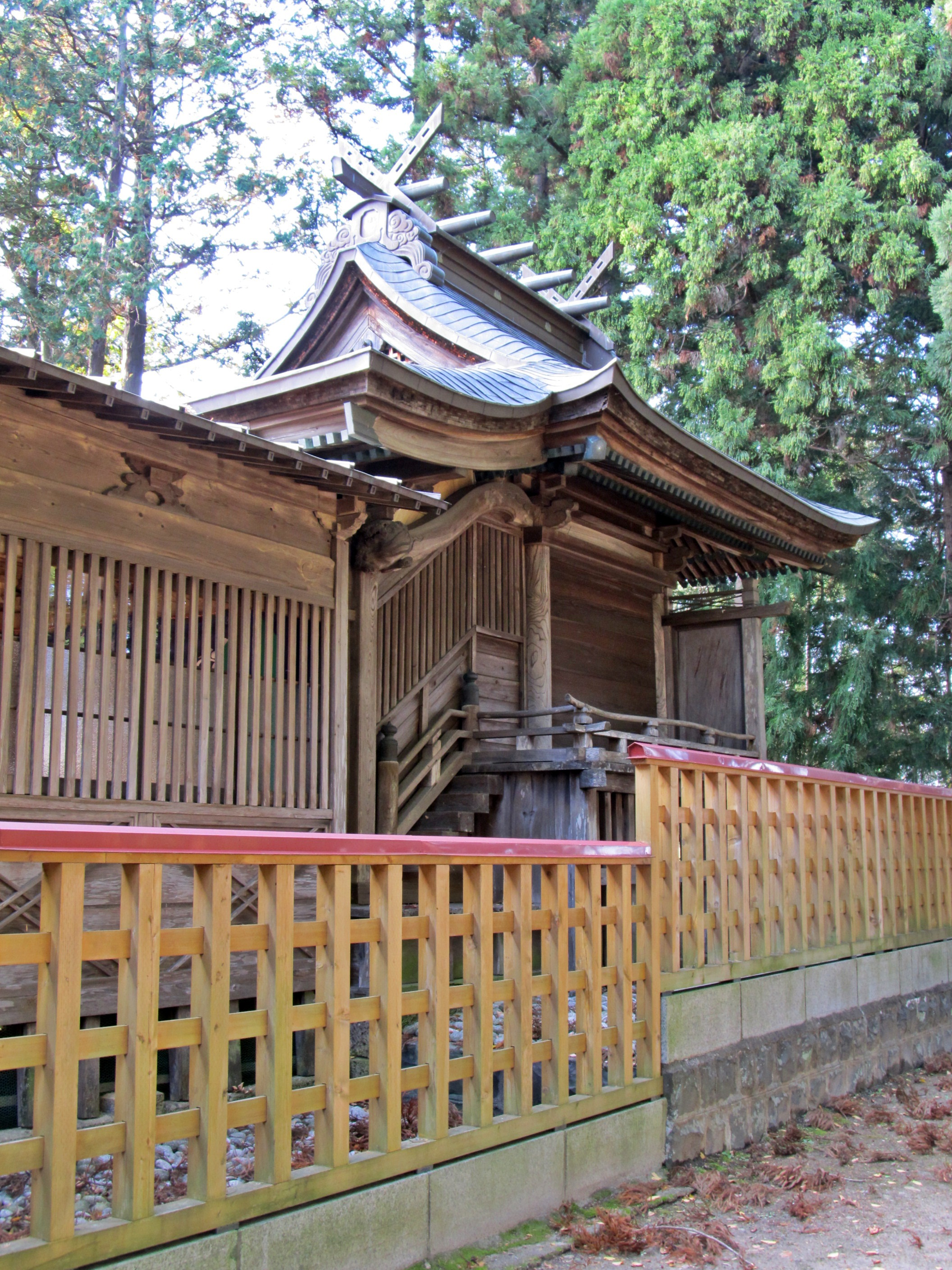
春日造の多賀神社本殿
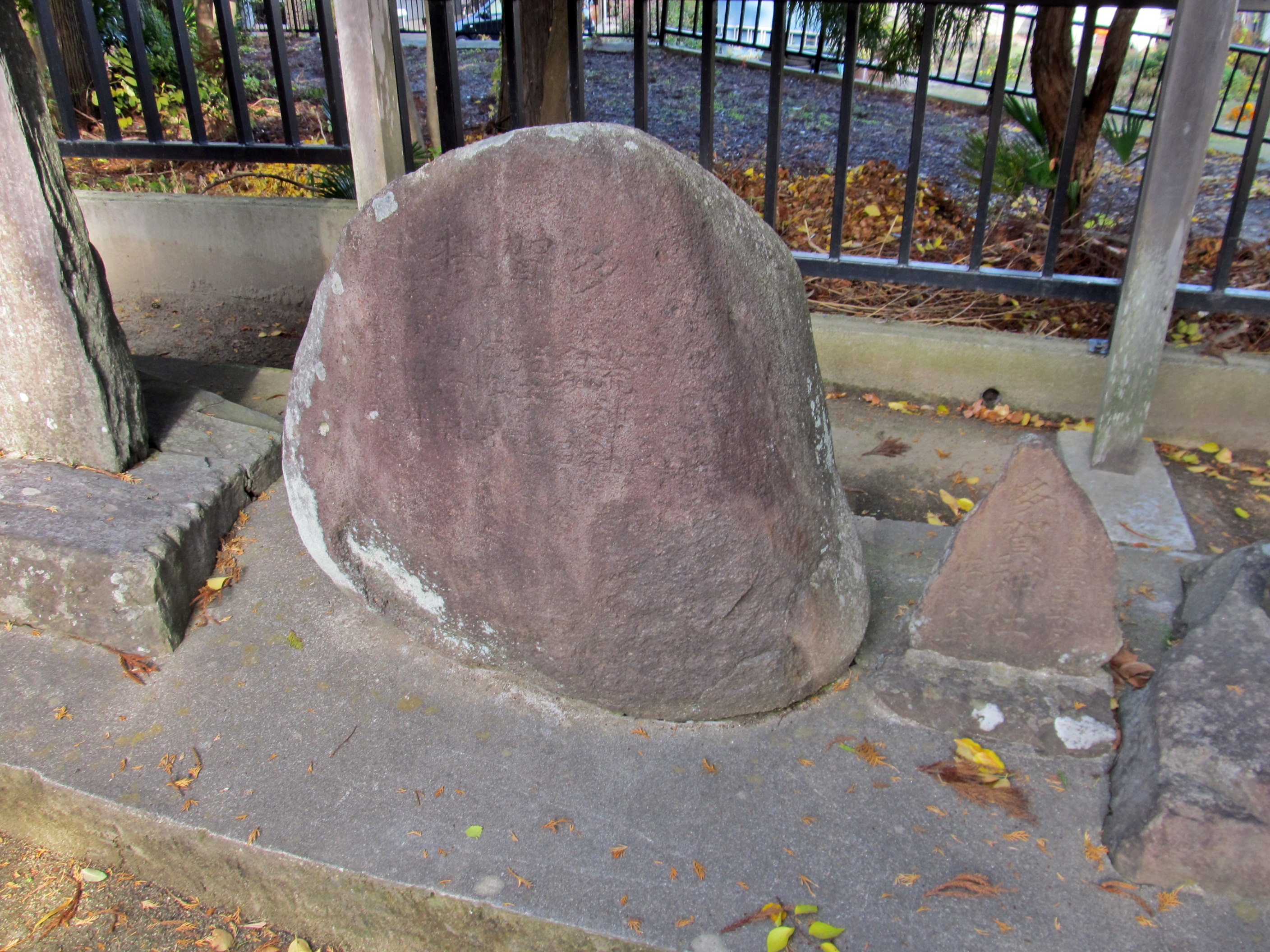
多賀神社境内の石祠 末社の山田社、兒社、荒神社、鈎取社、姪子社、伊勢宮、日向社を祀る
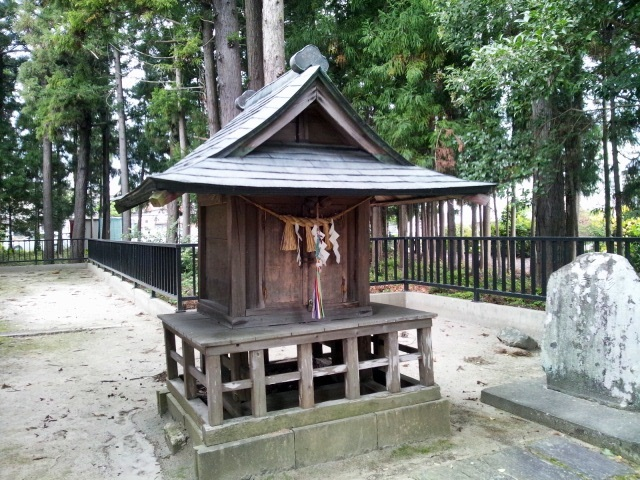
箍納め所 祈願をこめた箍（たが）が奉納されている

## 多賀神社（名取市高柳）

### 祭神
- 伊弉諾尊と伊弉冉尊を主祭神として祀る。
- その他に、近隣の神社の祭神である熊野加夫呂櫛御食奴神、天照皇大神、速須佐男命、応神天皇を合祀している。

### 由緒
景行天皇28年2月に日本武尊による東征の折に勧請されたと伝わる。雄略天皇2年(458年)11月に祭祀田として圭田58束を奉り祭礼を行ったという。当社の東には、その折に賜った祭祀田にちなむ「圭田」という地名が残されている。
神社の由緒によれば、日本武尊が東征のために奥州へやってきた時、相次ぐ戦いや長旅によって重い病気を患ってしまった。その時、柳の生い茂る温暖な地で祭壇や祠を設けて病気平癒を祈願したところ回復し、無事に大和の地へ帰ることができたという。その病気平癒や国家安寧を祈願した祠が「多賀神社」のはじまりだと伝わる。
当社の鎮座する地域にはこの由緒にちなむ地域名が現在も残されている。
- 多賀神社の北には日本武尊が戦勝祈願のための祭壇を設けた場所である「皇壇原（こうだんがはら）」
- 柳の木で祭壇を作り病気平癒を祈願した場所である「高柳（たなやなぎ（棚柳）→たかやなぎ）」（現在の鎮座地名）

また、当社の南東970メートルの民家敷地内には日本武尊の神霊を祀る「白鳥神社」が鎮座している。

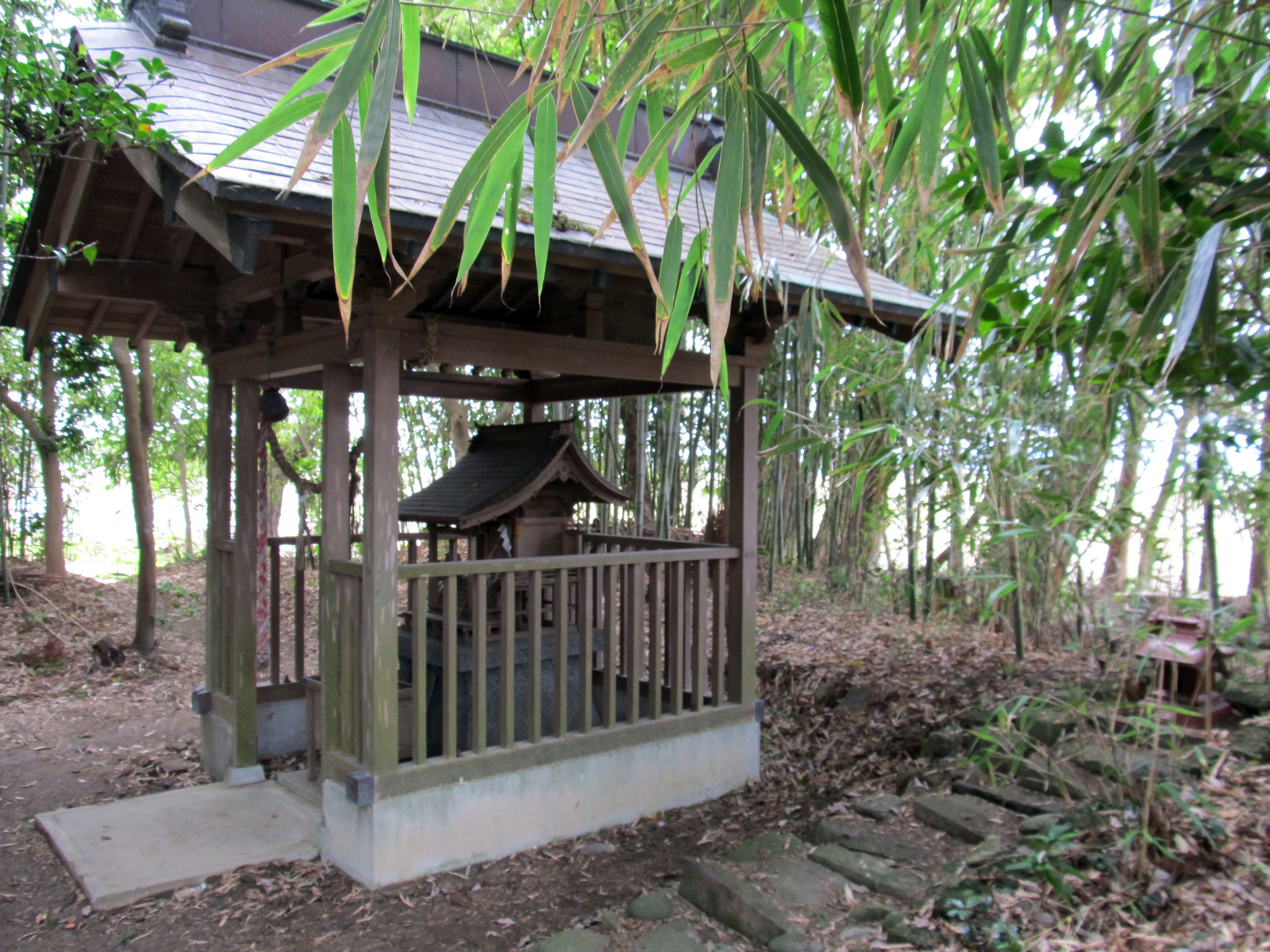
白鳥神社境内
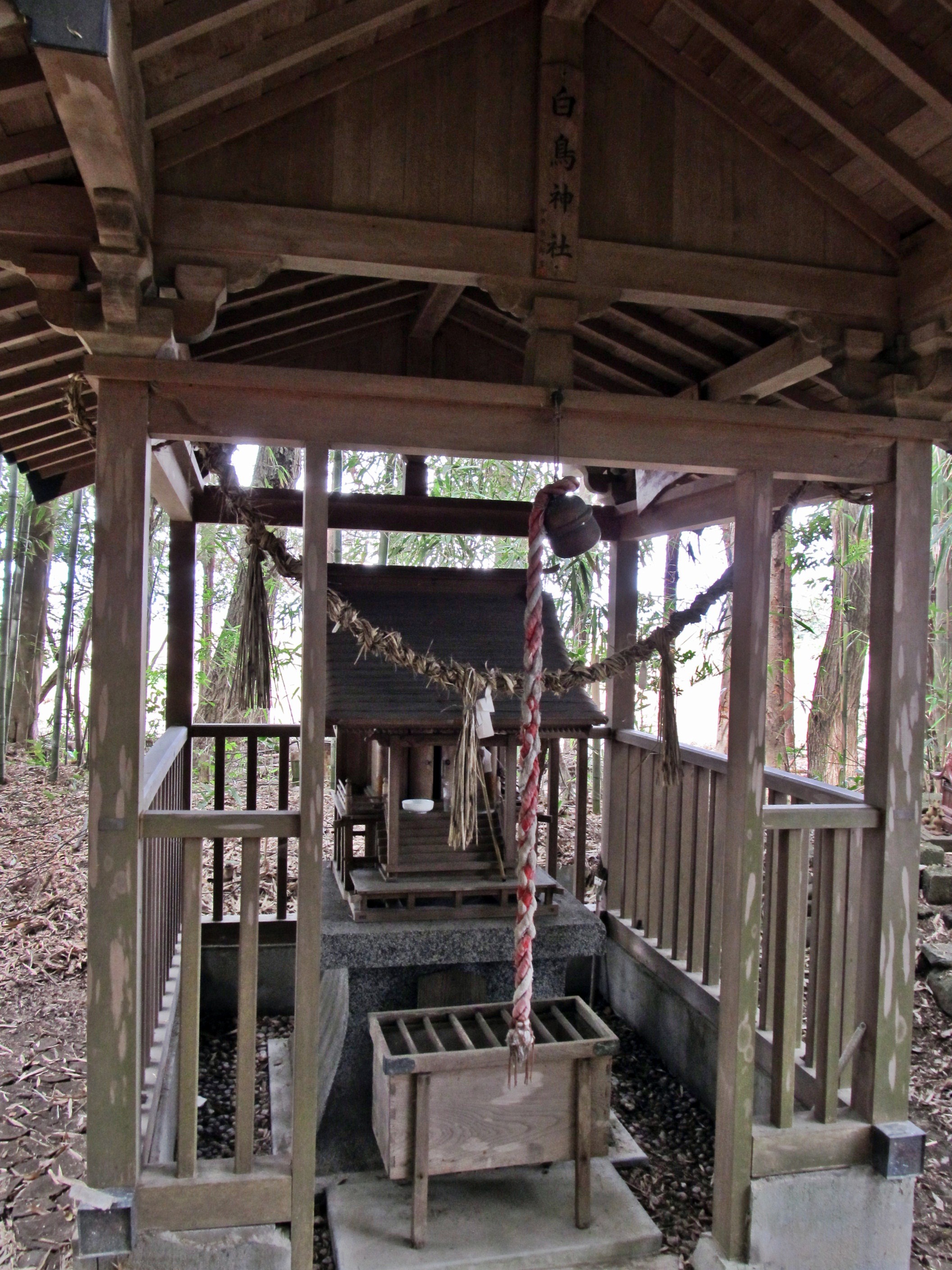
白鳥神社
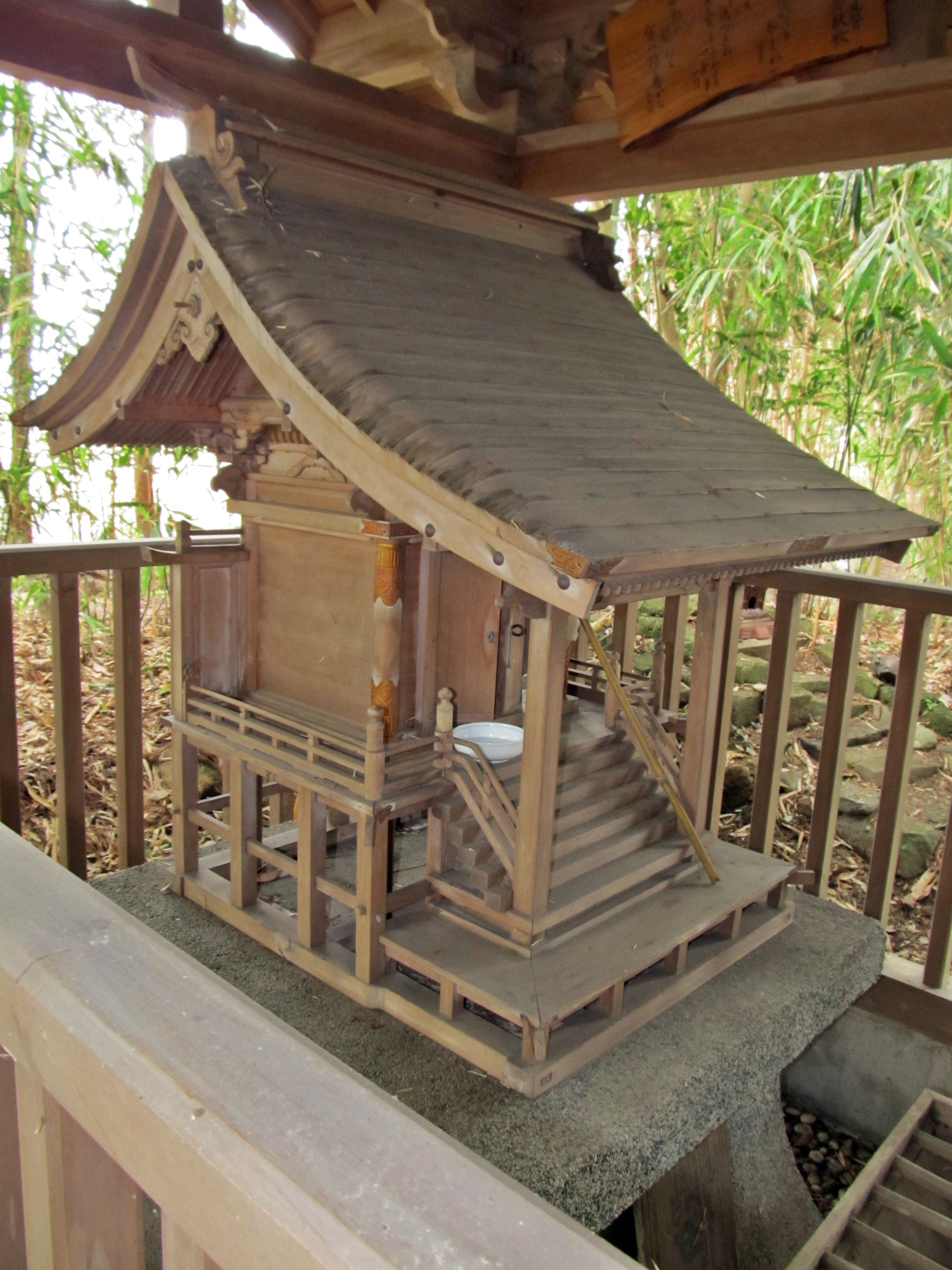
白鳥神社本殿

当社は仙台市太白区富沢の多賀神社との間で、式内社「多加神社」がどちらの神社であるかという論争が度々起こったという。歴史書「新撰陸奥風土記」には『多賀神社は富沢村にあり今は高柳村に鎮座するという。しかし、高柳の多賀神社は往古は「若宮八幡」と呼ばれていたものを多賀神社へ改称したものである』と書かれているとある。明治22年にも論争が起こり、それにより富沢の多賀神社を式内社、高柳の多賀神社は祭祀田などの社領のあった地だとした。太白区の「西多賀」の地名は富沢の多賀神社にちなむもので、閖上地区や高柳の当社付近は以前は「東多賀」と呼ばれていた。
明治4年2月には郷社になり、その後幣帛供進社に指定された。藩主や陸奥国守からも尊崇を集めていた。日本武尊の由緒にちなみ、特に病気平癒、延命長寿に御利益がある神社として近隣地域のみならず他県からも多くの崇敬者を集めている。

### 境内
- 社殿（拝殿・幣殿・流造の本殿）
- 境内には御神門、社務所がある。

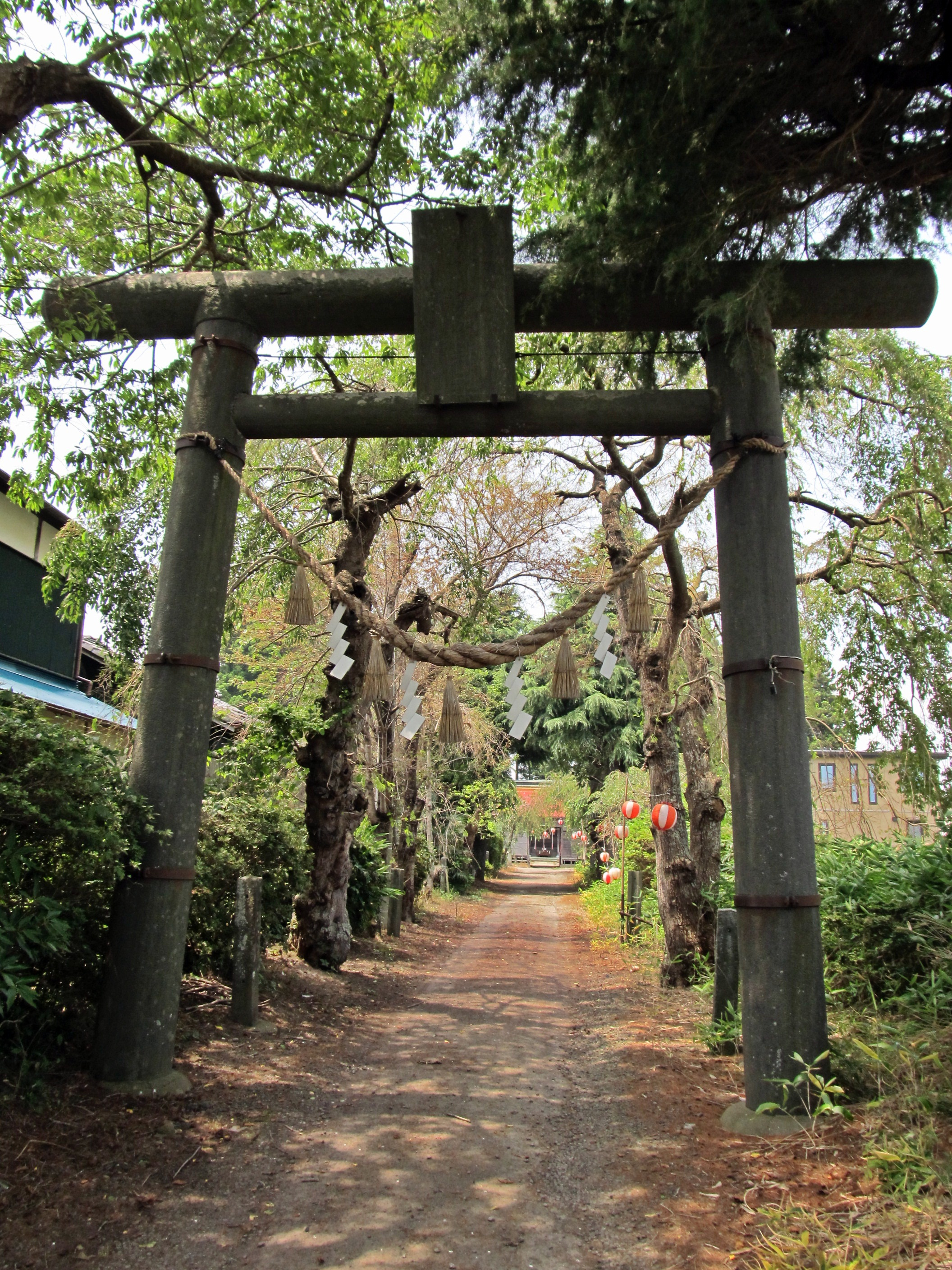
多賀神社鳥居
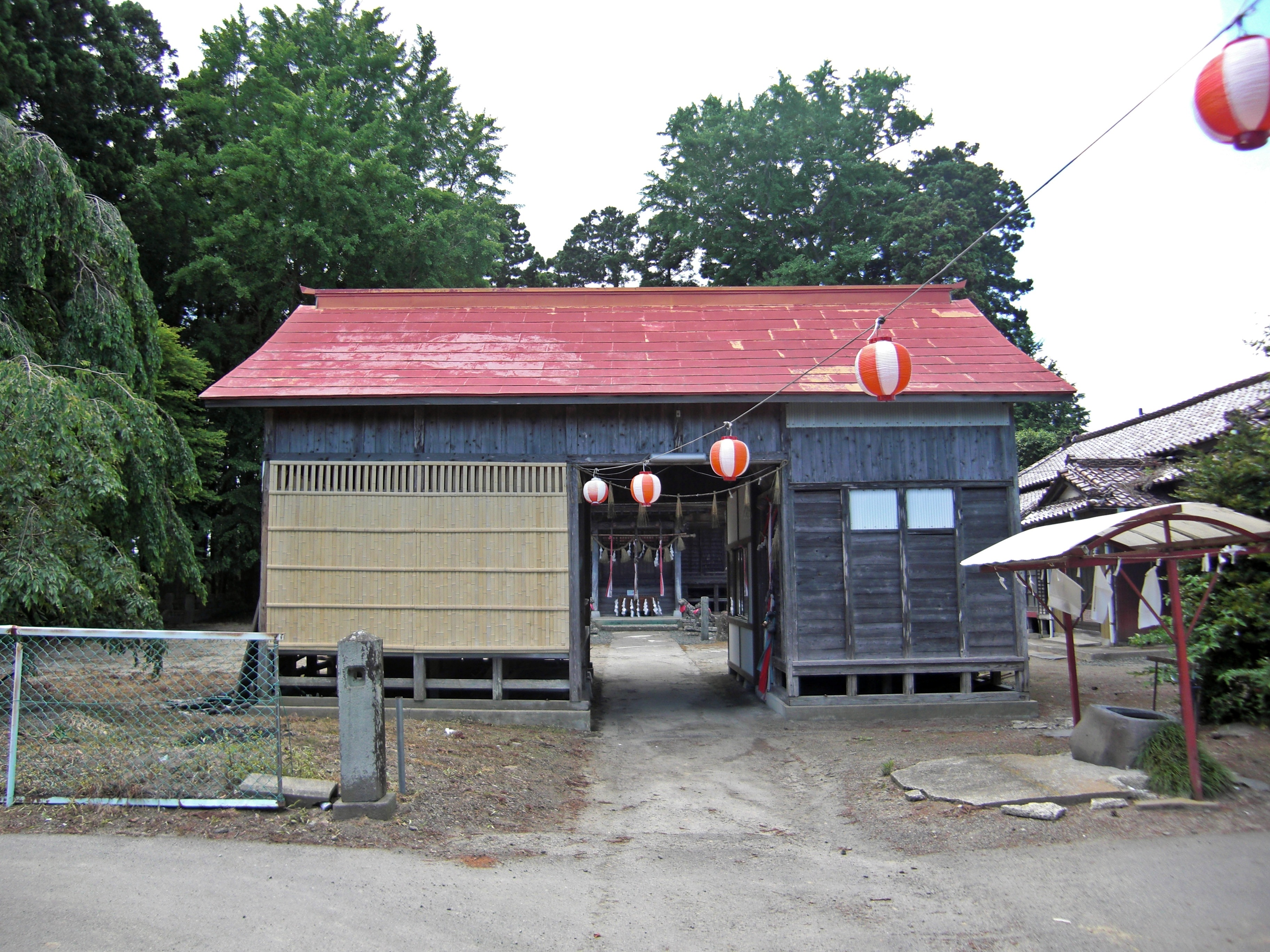
多賀神社御神門
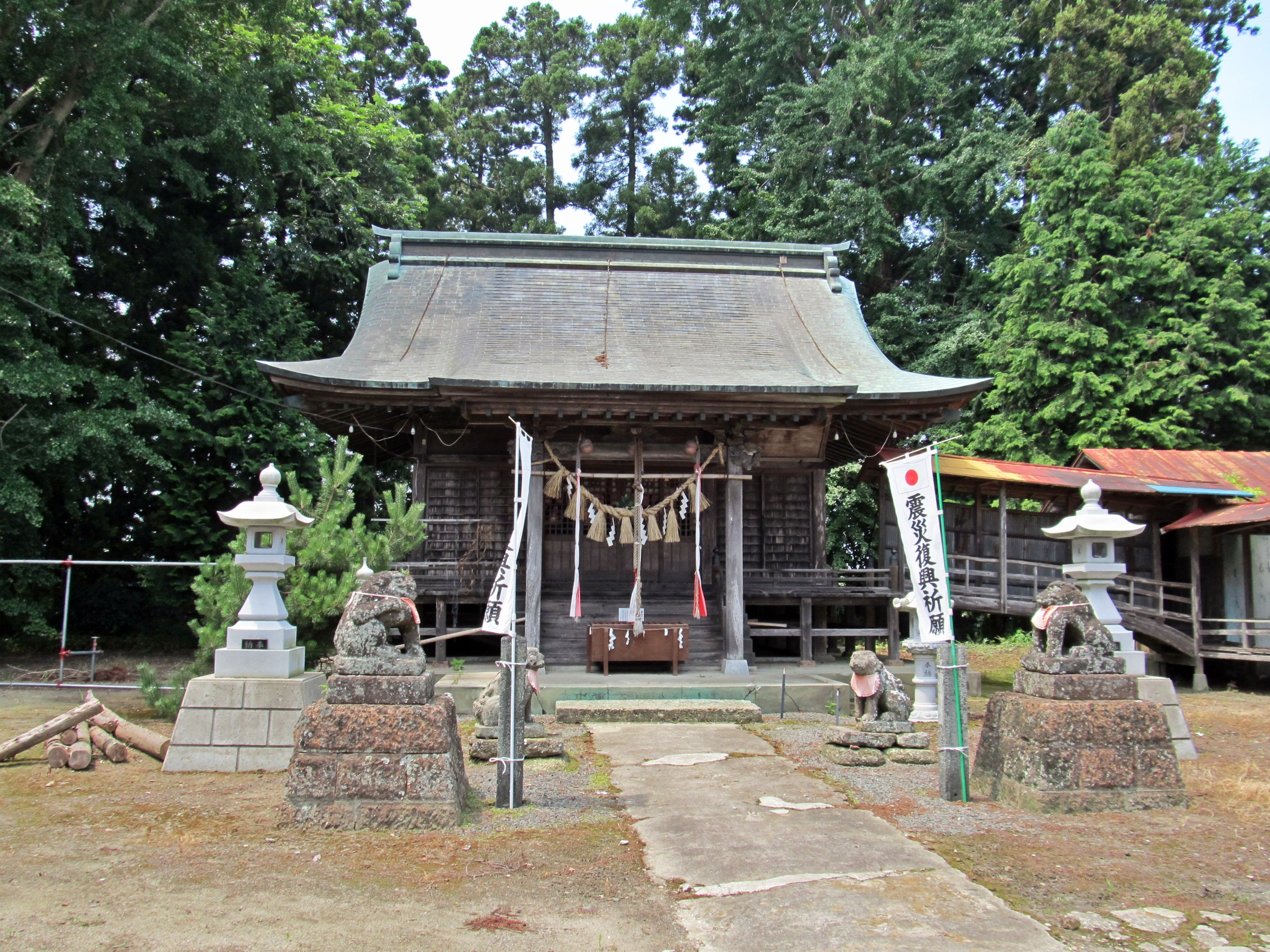
多賀神社拝殿
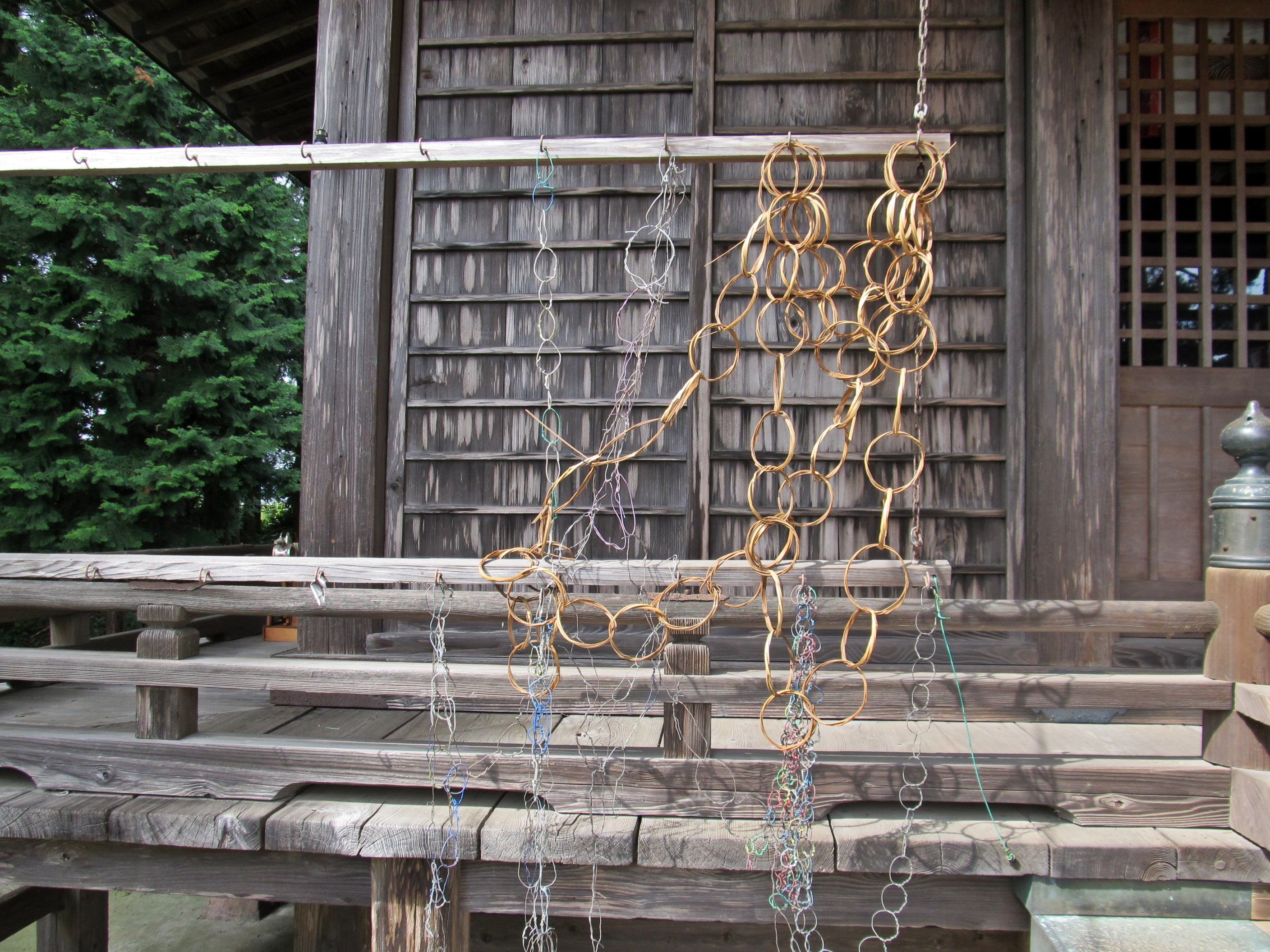
多賀神社拝殿に奉納されている箍(たが)
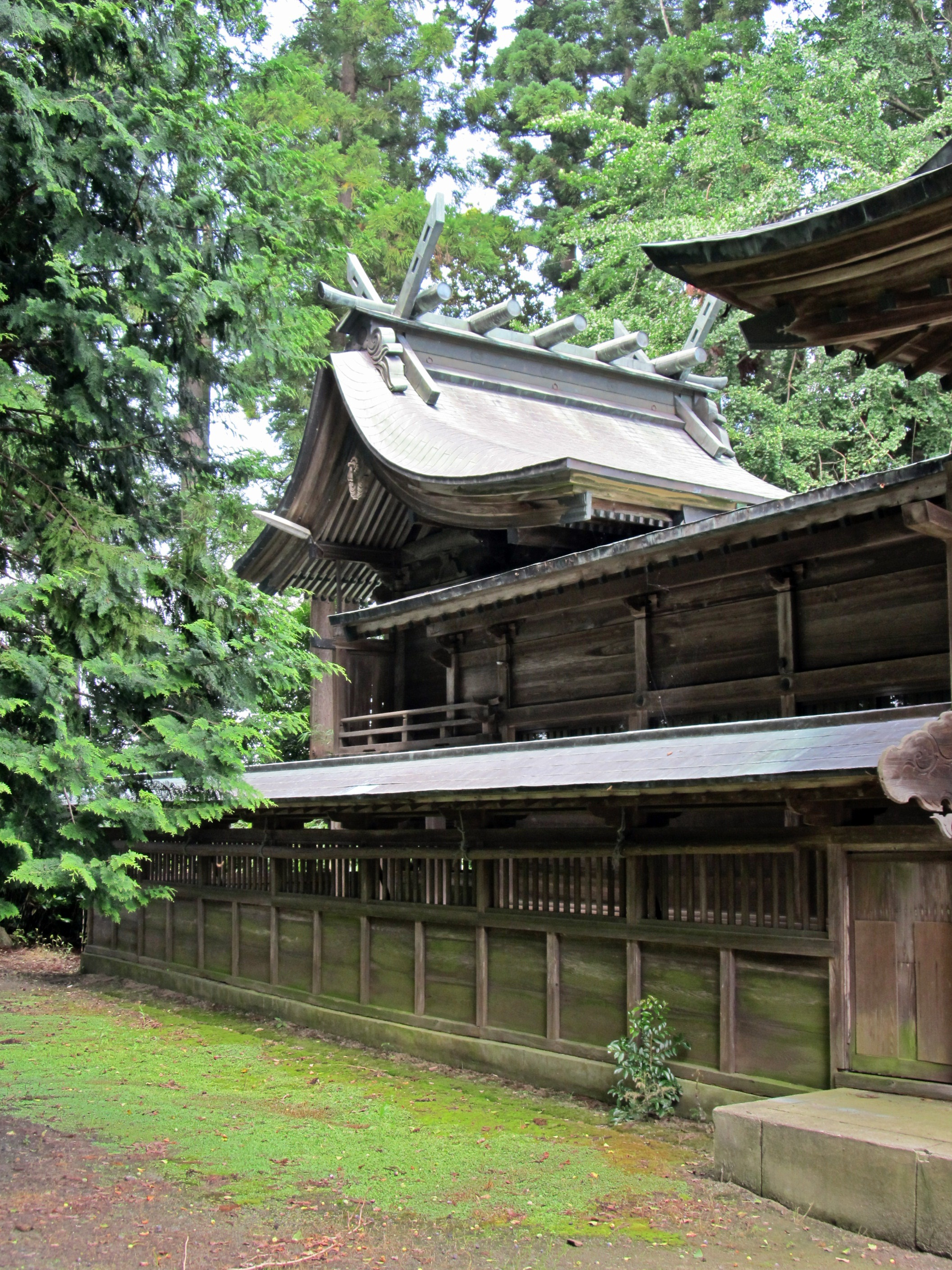
流造の多賀神社本殿
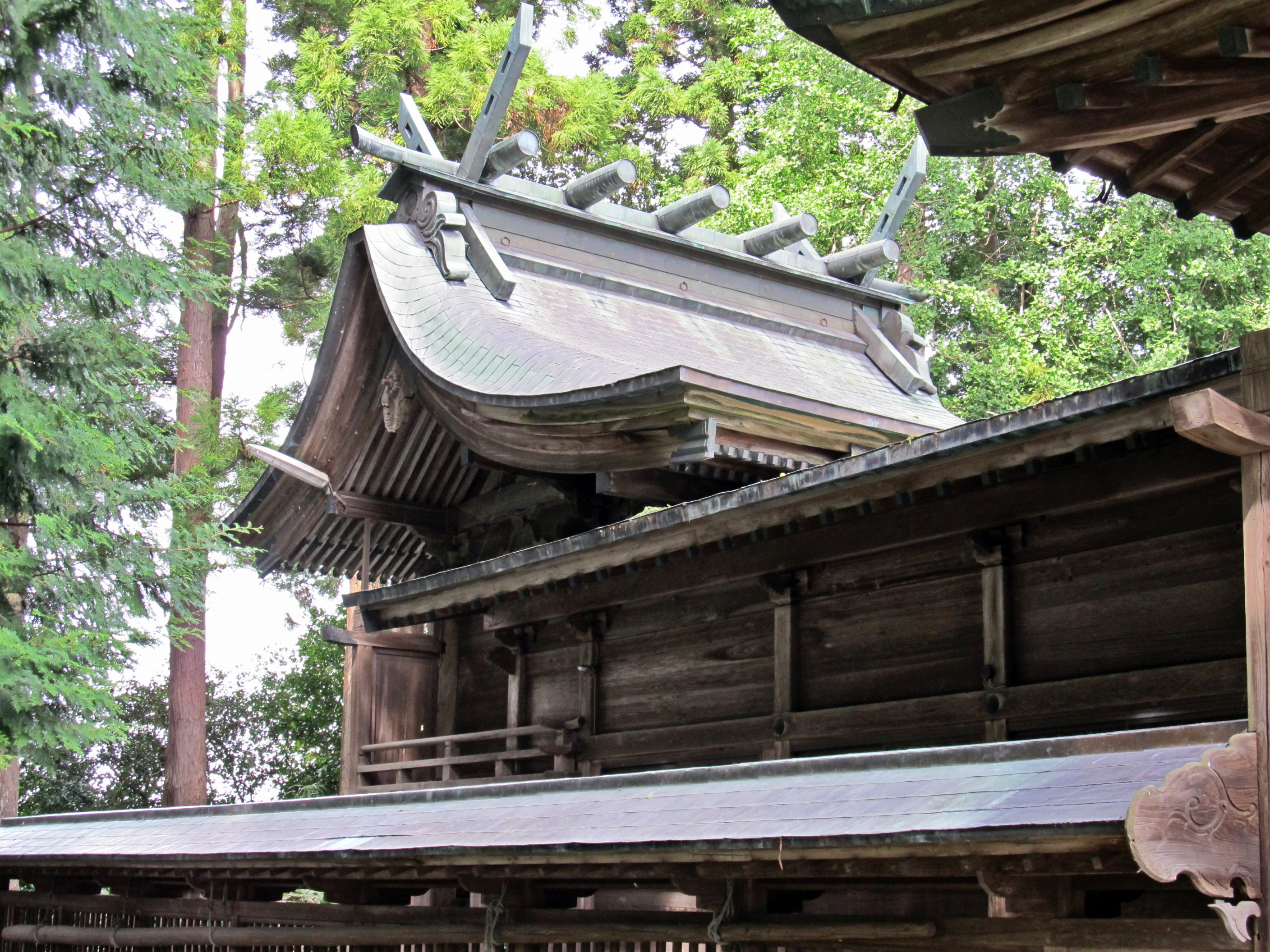
多賀神社本殿